# Kevin Spencer
Kevin Spencer es una serie de animación para televisión creada por Greg Lawrence. Se emite en Canadá en el canal de cable The Comedy Network. En España fue emitida por la cadena Cuatro en abierto y en Cataluña por el Canal 33 doblado en catalán.
Kevin Spencer fue la primera producción de animación para adultos que batió récords de permanencia en Canadá. Las 8 temporadas de la serie actualmente están disponibles en Amazon Prime Video, Plex y Tubi.

## La serie
Kevin Spencer es una comedia de animación para adultos que narra las conmovedoras aventuras de un chico adolescente de 16 años que amenaza con convertirse en un sociópata. La serie es una sátira social que se ceba en las instituciones sociales y jurídicas canadienses, así como en la "típica" familia.
Cada capítulo de 23 minutos de duración tiene como escenario la ciudad de Landville, en Canadá, y gira en torno a las ocurrencias de la vida diaria de la familia Spencer, generalmente sobre la vida del único hijo de la pareja, Kevin. Las historias dentro de la serie tocan temas de interés para muchos adolescentes, aunque Kevin reacciona de forma "ligeramente distinta" que la mayoría.
La técnica de animación de personajes y fondos sobrepuestos similar a la de South Park en sus inicios fue modernizada, así como la temática. El empleo de un lenguaje soez, la violencia, los temas atípicos y las situaciones absurdas son rasgos también muy afines a la serie de Trey Parker y Matt Stone.
En la primera temporada la serie se centraba mucho en las visitas de Kevin a la cárcel, centros de menores y manicomios, pero en las siguientes se viaja a la perspectiva de su vida doméstica, explicando los años anteriores a su presidio.

## Personajes
- Kevin Spencer es un chico de dieciséis años, gamberro, fumador empedernido, alcohólico, adicto a los jarabes para la tos, inhalador de pintura y sociópata. Apenas va al colegio. Pese a esta descripción inicial, no es más que un pobre chico que intenta encajar en una sociedad que se burla de él. El personaje de Kevin no dice una sola palabra en la serie, excepto cuando se imagina a sí mismo en sueños. Voz en español: desconocido.

- Allan, el ganso mágico es el amigo imaginario de Kevin, y la voz de su conciencia. Es un ganso antropomórfico que le incita a cometer muchas de sus gamberradas y locuras. Es posible pensar que Allan no sea fruto de la imaginación de Kevin, sino un ente que puede poseer también a otras mentes, como se ve en un capítulo en el que ambos discuten y se separan. Voz en español: Alberto Escobar.

- Anastasia Spencer es la madre de Kevin; es gorda, alcohólica y promiscua. Carece de cualquier clase de atractivo físico. Voz en español: Ana Bego Eguileor.

- Percy Spencer es el padre de Kevin. Es gordo, alcohólico, analfabeto y violento. Tan solo se obsesiona en conseguir pitillos y priva, además de los cheques del gobierno. Tanto Percy como su hijo Kevin han estado varias veces en prisión. Voz en español: Juan Carlos Gutiérrez.

## Episodios
Primera temporada
- 1x01 Una primera vez para todo - A first time for everything
- 1x02 Allen el ganso mágico - Allen the magic goose
- 1x03 Lecciones de vida - Life lessons
- 1x04 Un pilar de la comunidad - A pillar of the community
- 1x05 Valores de familia - Family values
- 1x06 Los días dorados de la juventud - The golden days of youth
- 1x07 Psiquiatra n.º 1 - Psychiatrist #1
- 1x08 El nuevo señor Franklin (Encuentro Padres-Profesores) - The new Mr. Franklin (Parent-Teacher Interview)
- 1x09 Pirómano - Fire starter
- 1x10 Pabellón 5 - Ward off the state
- 1x11 Previniendo la condicional/Amenaza pública - Public offender
- 1x12 Las drogas de la democracia - Drugs of democracy
- 1x13 Que ardan los incendios domésticos - Keep the homefires burning

Segunda temporada
- 2x01 Ahí va la vecindad (There goes the neighborhood)
- 2x02 Un día de descanso (A day off)
- 2x03 Ardillas (Squirrels)
- 2x04 Perro guia/Instructor canino (Malled by a dog)
- 2x05 Niagara (In like Plunt)
- 2x06 Confiamos en Kevin (In Kevin we trust)
- 2x07 La vagina contra el crimen (The crime-fighting vagina)
- 2x08 La viuda Coulson (The Coulson Widow)
- 2x09 Las buenas intenciones de Kevin (Good will Spencer)
- 2x10 La excursión (Field Tripping)
- 2x11 El arte de Pornoman (The art of Pornman)
- 2x12 Ganso en conserva (The potted goose)
- 2x13 La estríper ataca de nuevo (The stripper strikes back)
- 2x14 Corrompiendo nuestra juventud (Corrupting our youth)
- 2x15 Huida (Runaway)
- 2x16 La Tumba (The Tomb)
- 2x17 La tierra de los sueños (Dreamland)
- 2x18 El crucero (The Cruise)

Tercera temporada
- 3x01 Vuelta a casa - Homeward bound
- 3x02 Sociópata invisible - Invisible Sociopath
- 3x03 Noche en la escuela - Night School
- 3x04 Club de ajedrez/Bruno Gerussi debe morir - Bruno Gerussi must die
- La araña - Festival of flowers
- 3x06 Telemarketing - Operators are standing by
- 3x07 Montreal: Mundo surreal - Mont-surreal
- 3x08 Homúnculus - Homunculus
- 3x09 El Bienhechor borracho contra el mal - Drunken Welfare Man Vs. Evil
- 3x10 Abandonado - Jacked in
- 3x11 M.O.W. - MOW
- 3x12 Bromas pesadas - Practical jokes
- 3x13 Orión - Orion
- 3x14 Navidad en familia - Much like Percy, Christmas comes but once a year
- 3x15 Dooley y Chubbs - Dooley & Chubbs
- 3x16 Patriotismo - Pat-riot-ism
- 3x17 Apagón - Blackout
- 3x18 Un día en la escuela - A day in the school
- 3x19 WEEB54U (We'll Be five for you)

Cuarta temporada
- 4x01 Bingo - Bingo
- 4x02 La fortaleza de nieve - Snowfort
- 4x03 El talento del Sr. Spencer - The talented Mr. Spencer
- 4x04 La rehén - Hostage Cupcake
- 4x05 Colmillo - Fang
- 4x06 Bruno Gerussi debe morir de nuevo - Bruno Gerussi must die again
- 4x07 Más cerveza - Add beer ad
- 4x08 Percy el pacificador - Peacekeeping Percy
- 4x09 Asesinatos en serie - Serial killer
- 4x10 Mejorando aptitudes - Retooling the tool
- 4x11 Historias pedorras de Halloween - Big ass spookey Halloween
- 4x12 BUZZ - BUZZ
- 4x13 Cartas, piernas y priva - Letters, legs and booze
- 4x14 Chile - Chile
- 4x15 La habitación - The room
- 4x16 Bienhechor Borracho Vs. Justiciero Alcohólico - Showdown
- 4x17 La novia de Kevin - Kevin's girl
- 4x18 El baño de sangre de la matanza de la playa - Beach blaket bloodbath

Quinta temporada
- 5x01 El peligro de ser escritor - Writing the wrongs
- 5x02 Tirachinas - Slingshot
- 5x03 Automutilación - Watered down
- 5x04 Spankdriven
- 5x05 Realojamiento - Plan 9 from project housing
- 5x06 Perforando - Working the rigs
- 5x07 Dos derrames y te la sigues jugando - Two strokes and you are playing on it
- 5x08 Faringitis - Sore Throats
- 5x09 Durmiéndola - Sleeping it off
- Percy-Plástico - Plastic Percy
- 5x11 Vernon Vs Bienhechor Borracho - Vernon Vs. Drunken Welfare Man
- 5x12 Eh, camarero - Hey, barkeep
- 5x13 Kevin, el musical - Kevin, the musical

Sexta  temporada
- 6x01 Improvisación - Home improve-ment
- 6x02 No temas a los porros - Don't fear the reefer
- 6x03 Ese tío que quería una tarta - That guy who liked pie
- 6x04 Salvaje ciudad de guarros - Hogtown hogwild
- 6x05 Batalla - Dogfight
- 6x06 Olimpiadas - Olympics Special
- 6x07 Si, si, oh oh si, Primer ministro - Yes, yes... Oh oh yes, Prime Minister
- 6x08 Lo que das recibes - What goes around comes around
- 6x09 Cubiertos por la nieve - Snowed in
- 6x10 Redecoración - Home improv-ment/Little mother's helper
- 6x11 Haciendo tiempo - Doing time
- 6x12 Eso que sólo puedes decir en francés - That thing you can only say in french
- 6x13 Feliz Navidad - Merry Xmas

Séptima temporada
- 7x01 Treble charger
- 7x02 Peticiones legítimas - Legitimate claims
- 7x03 Mamada - Blow job
- 7x04 Transgolpe urbano - Urban tras-hit
- 7x05 Juegos sin fronteras - Games without frontiers
- 7x06 Negro como Percy - Black like Percy
- 7x07 Heroicos - The heroic Spencers
- 7x08 El polvo acaba aquí - The buck stops here
- 7x09 Aventura - Quest
- 7x10 Molesto - One grand annoyance
- 7x11 Tío Lester - Uncle Lester
- 7x12 Derby Demolición - Demolition Derby
- 7x13 El club de la priba - Booze Club

Octava temporada
- 8x01 Raíces perdidas - The missing links
- 8x02 Matando al mensajero - Killing the messenger
- 8x03 Cueste lo que cueste - Hell or high water
- 8x04 Muérete más y otra vez - Die A Lot more and also once again
- 8x05 Espectáculo aéreo - Air show
- 8x06 Nos veremos en el infierno - See you in hell